# Cedusa jinwista
Cedusa jinwista är en insektsart som beskrevs av Kramer 1986. Cedusa jinwista ingår i släktet Cedusa och familjen Derbidae. Inga underarter finns listade i Catalogue of Life.